# Lisa Golm
Pour les articles homonymes, voir Golm.
Lisa Golm, née le 10 avril 1891 à Berlin, morte le 6 janvier 1964 à Tel Aviv, est une actrice allemande qui a émigré aux États-Unis et qui a fait carrière à Hollywood,.

## Biographie
Née en 1891 à Berlin alors dans l'Empire germanique, elle se marie avec Ernest Otto Ferdinand Golm et émigre à New York en 1937. Elle est naturalisée américaine en 1943 alors qu'elle réside à Los Angeles.

## Filmographie
- 1939 : Les Aveux d'un espion nazi (Confessions of a Nazi Spy)
- 1940 : Escape
- 1941 : Ainsi finit notre nuit (So Ends Our Night)
- 1942 : Journey for Margaret
- 1942 : La Femme de l'année (Woman of the Year)
- 1943 : Calling Dr. Death
- 1943 : Chetniks! The Fighting Guerrillas
- 1943 : Mission à Moscou (Mission to Moscow)
- 1943 : Un espion a disparu (Above Suspicion)
- 1943 : Madame Curie
- 1944 : La Septième Croix (The Seventh Cross)
- 1946 : Shadow of a Woman
- 1946 : Sans réserve (Without Reservations)
- 1947 : Le Mur des ténèbres (High Wall)
- 1947 : La Possédée (Possessed)
- 1947 : Le Loup des sept collines (Cry Wolf)
- 1948 : La Scandaleuse de Berlin (A Foreign Affair)
- 1948 : Le Retour (Homecoming)
- 1949 : Les Quatre Filles du docteur March (Little Women)
- 1949 : Anna Lucasta d'Irving Rapper
- 1949 : Passion fatale (The Great Sinner)
- 1949 : Corps et Âme (The Doctor and the Girl)
- 1949 : Le Prix du silence (The Great Gatsby)
- 1949 : Ville haute, ville basse (East Side, West Side)
- 1950 : Années de jeunesse (The Happy Years)
- 1951 : The Hoodlum (en)
- 1951 : L'Ambitieuse (Payment on Demand)
- 1951 : Une place au soleil (A Place in the Sun)
- 1951 : La Femme au voile bleu (The Blue Veil)
- 1952 : Reviens petite Sheba (Come Back, Little Sheba)
- 1952 : My Pal Gus
- 1952 : L'Invitation (Invitation)
- 1952 : La Veuve joyeuse (The Merry Widow)
- 1953 : Éternels Ennemis (Bad for Each Other)
- 1956 : Ride the High Iron
- 1957 : Alfred Hitchcock présente (Alfred Hitchcock Presents) (saison 2 épisode 17: My Brother, Richard) : Mrs. Kopeck
- 1957 : Monkey on My Back